# Jacob Hellner
Jacob Hellner (ur. 1961) – szwedzki producent muzyczny współpracujący z takimi zespołami jak Rammstein i Clawfinger. Tworzył również z grupą Enter the Hunt. Obecnie wraz z Carlem-Michaelem Herlöfssonem pracuje nad albumami zespołu Bomkrash.